# 玉津町
玉津町（たまつちょう）は、大分県西国東郡にあった町。現在の豊後高田市の一部にあたる。

## 地理
国東半島西部の基部、美和台地に位置していた。
- 河川：桂川[1]

## 歴史
- 1878年（明治11年）玉津村字本丸に西国東郡役所設置（1926年廃止）[1]。
- 1889年（明治22年）4月1日、町村制の施行により、西国東郡玉津村、新栄村が合併して村制施行し、玉津村が発足[1][2]。旧村名を継承した玉津、新栄の2大字を編成[1]。
- 1895年（明治28年）7月23日、町制施行し玉津町となる[1][2]。
- 1907年（明治40年）4月1日、西国東郡高田町、来縄村、美和村と合併し高田町が存続して廃止された[1][2]。

## 産業
- 農業、漁業、商業、製塩[1]